# Oxuderces dentatus
Oxuderces dentatus är en fiskart som beskrevs av Joseph Fortuné Théodore Eydoux och Souleyet, 1850. Oxuderces dentatus ingår i släktet Oxuderces och familjen smörbultsfiskar. Inga underarter finns listade i Catalogue of Life.